# Vietnamci
Vietnamci (vietnamsky người Việt Nam) je souhrnné označení všech příslušníků vietnamské státní příslušnosti či osob pocházejících z Vietnamu. Jde především o etnické Viety (zvané též Kinh), kteří tvoří více než 80 % obyvatel Vietnamu, ale také o dalších 53 etnik žijících na území VSR a hovořících tajsko kadajskými, austroasijskými, austronéskými, tibetobarmskými, hmong-mienskými jazyky nebo čínsky. Mezi největší z těchto minorit patří Tayové, Hmongové, Mienové, Khmerové, Thajci, Laosané, Číňané, Khmuové, Bahnarové, Lolové, Čamové či Džarájové.
Pojem Vietnamci bývá často chybně používán jako název etnika Vietů, což je způsobeno i tím, že vietnamské komunity v zahraničí jsou často tvořeny výhradně příslušníky tohoto většinového etnika.
„Vietnamci v zámoří“ (Vietnamština: Người Việt Hải Ngoại, což doslova znamená „zámořská vietnamština“ nebo Việt Kiều, v čínsko-vietnamském překladu slovo doslova zní „příchozí Vietnamci“) je označení pro vietnamské občany žijící mimo Vietnam v diaspoře. Jde o zhruba 3 miliony vietnamských občanů (většinou z jižního Vietnamu), kteří uprchli po roce 1975 v důsledku pádu Saigonu a nástupu komunistického režimu.

## Vietnamská menšina v Česku
Za příslušníky vietnamské menšiny jsou považováni občané ČR hlásící se k vietnamské národnosti a občané Vietnamské socialistické republiky mající v ČR krátkodobý či trvalý pobyt. Jde prakticky výhradně o příslušníky většinového vietnamského etnika – Vietů.
Pokud menšinu pojmeme jako počet občanů jiného státu (Vietnamské socialistické republiky) pobývající na území České republiky, jedná se po Slovácích a Ukrajincích o početně třetí největší národnostní menšinu v Česku. Nejvíce obyvatel hlásících se k vietnamské národnosti žije v Praze a v Karlovarském kraji, převážně v Chebu. Jejich počet se od 90. let 20. století neustále zvyšoval a kulminoval v roce 2009 na počtu 61 000 osob. V roce 2008 vláda ČR pozastavila vydávání vstupních víz pro občany SRV, a to na základě zprávy tehdejšího ministra vnitra Ivana Langera. Od té doby se počet těchto osob mírně snižuje, zejména v důsledku vyhošťování pro kriminální činnost. V roce 2012 činil počet občanů SRV pobývajících v ČR podle statistik MV ČR cca 57 000 osob.
Pokud však národnostní menšinu pojmeme podle tzv. menšinového zákona (č. 273/2001 Sb.), pak velikost vietnamské menšiny v ČR činí odhadem pouze několik set osob, neboť podle tohoto zákona se za menšinu považují pouze občané ČR hlásící se k vietnamské národnosti. ČR resp. Československo totiž v uplynulých 40 letech přiznávalo občanství občanům SRV jen minimálně, řádově pouze několika desítkám osob ročně. Početnost národnostní skupiny však není kritériem pro to, aby byla vnímána jako menšina podle menšinového zákona. Ve středu 3. července 2013 vláda ČR schválila návrh ministra zahraničí Karla Schwarzenberga a vládní zmocněnkyně pro lidská práva Moniky Šimůnkové na rozšíření Rady vlády pro národnostní menšiny o zástupce vietnamské menšiny, což je mezi laiky považováno za oficiální uznání skupiny za národnostní menšinu.

## Osobnosti
- Ho Či Min (1890–1969), prezident Severního Vietnamu
- Võ Nguyên Giáp (1911–2013), armádní generál
- Phạm Tuân (* 1947), první vietnamský kosmonaut
- Thích Quảng Đức (1897–1963), mnich
- Ngô Ðình Diệm (1901–1963), prezident Jižního Vietnamu
- Nguyễn Phú Trọng (1944–2024), vietnamský prezident